# تابكنآمون
تابكنآمون، هي ملكة نوبية كوشية عاشت في عهد الأسرة الخامسة والعشرين في مصر.

## عائلتها
والملكة تابكنآمون هي ابنة الملك بيعنخي وربما كانت الزوجة الملكية لشقيقها تاهرقا. وهي معروفة من تمثال في المتحف المصري بالقاهرة مرقم برقم 49157، وجد في خبيئة الكرنك (وهو جزء من تمثال كاهن آمون الأكبر حور إم أخت ابن الملك شباكا).
وقد أشار آخرون إلى أن تابكنآمون كانت زوجة الملك شباكا.

## ألقابها
- ابنة الملك.
- شقيقة الملك.
- زوجة الملك.
- كاهنة حتحور سيدة تبحو.
- كاهنة حتحور سيدة يونيت.
- كاهنة الإلهة نيت ساكنة الكهف.

ويمكن للمناصب الكهنوتية تلك أن توحي بأنها كانت ابنة أحد الملوك الليبيين الذين حكموا مصر.